# Краєво-Будзіли
Краєво-Будзіли (пол. Krajewo-Budziły) — село в Польщі, у гміні Шумово Замбровського повіту Підляського воєводства.
Населення — 83 особи (2011).
У 1975-1998 роках село належало до Ломжинського воєводства.

## Демографія
Демографічна структура станом на 31 березня 2011 року:
|          | Загалом | Допрацездатний вік | Працездатний вік | Постпрацездатний вік |
| -------- | ------- | ------------------ | ---------------- | -------------------- |
| Чоловіки | 44      | 9                  | 30               | 5                    |
| Жінки    | 39      | 6                  | 23               | 10                   |
| Разом    | 83      | 15                 | 53               | 15                   |